# Барна стійка

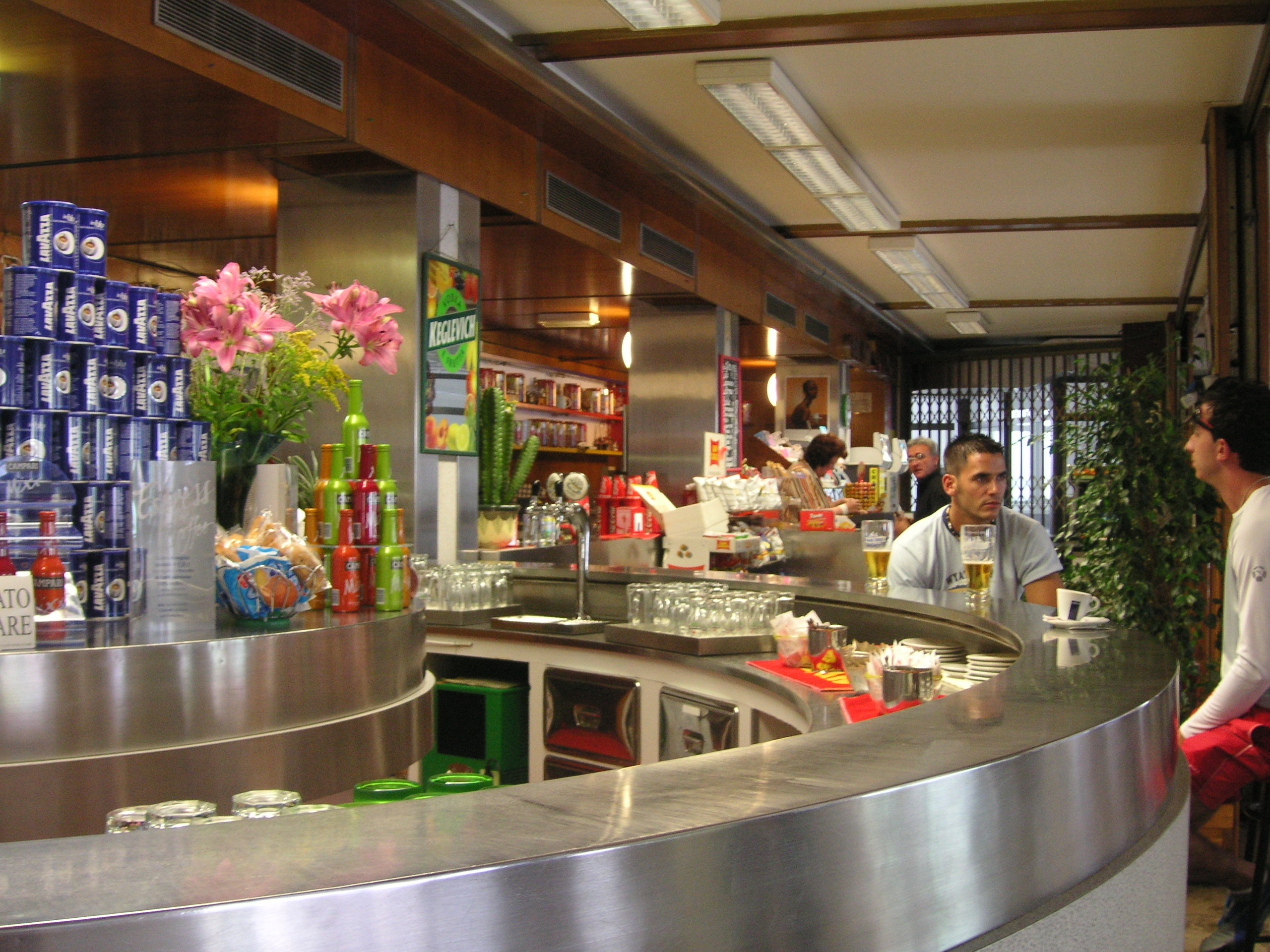
Барна стійка в італійському кафе

Ба́рна сті́йка — предмет інтер'єру бару. Стійка в шинках традиційно називалась шинква́с (від нім. Schenkfas через пол. szynkwas).
Спочатку цей елемент інтер'єру бару з'явився в Північній Америці в XVIII столітті. Барна стійка призначалася для поділу простору бару на 2 функціональні зони: зону для відвідувачів і зону для продавця (бармена). Поділ відвідувачів і бармена барною стійкою мало чисто практичне значення: захист тендітного посуду від підпилих відвідувачів і створення зручного функціонального простору, де «все під рукою».

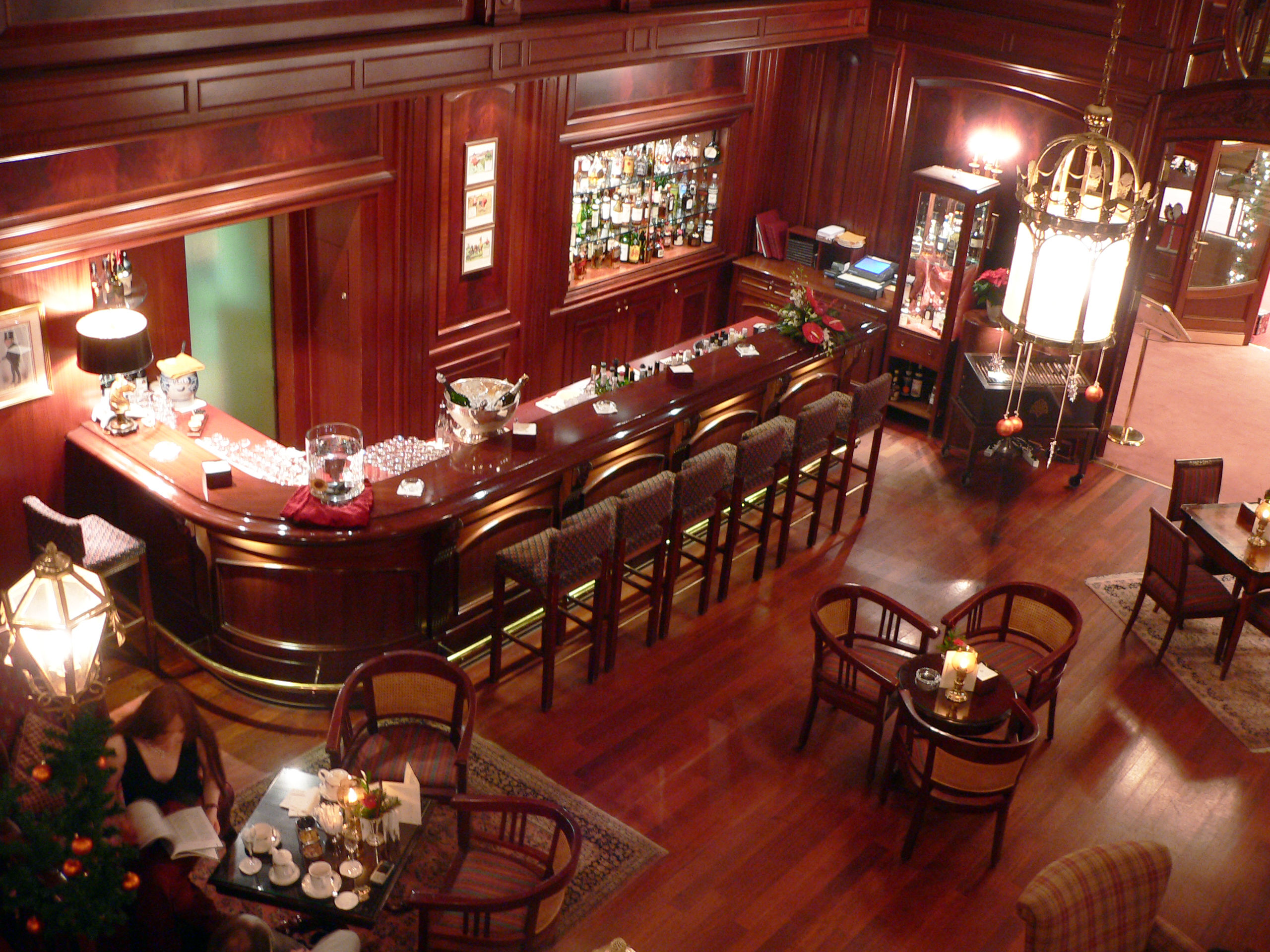
Інтер'єр бару

Більшість барів були закладами так званого «фаст-фуду» (швидкого харчування), і багато відвідувачів їли і пили прямо біля барної стійки. Як наслідок, з простої огорожі-прилавка вона стала повноцінним столом, за яким похапливі відвідувачі могли швидко перекусити.
Барна стійка — це ключова деталь інтер'єру бару. Під стійкою ставляться кеги, а на самій стійці — пивні крани. Для барної стійки існують спеціальні високі барні стільці.
В англійських пабах на стійці розташовані ручки пивних помп, з допомогою яких викачується пиво з бочонків, поміщених у льосі.